# Quiquijana
Quiquijana es una localidad peruana ubicada en la región Cuzco, provincia de Quispicanchi, distrito de Quiquijana. Es asimismo capital del distrito de Quiquijana. Se encuentra a una altitud de 3553 m s. n. m. Tiene una población de 1381 habitantes en 1993.
Las plaza principal y calles del pueblo de Quiquijana fueron declarados monumentos históricos del Perú el 23 de julio de 1980 mediante el R.M.N° 0928-80-ED.

## Clima
| Parámetros climáticos promedio de Quiquijana | Parámetros climáticos promedio de Quiquijana | Parámetros climáticos promedio de Quiquijana | Parámetros climáticos promedio de Quiquijana | Parámetros climáticos promedio de Quiquijana | Parámetros climáticos promedio de Quiquijana | Parámetros climáticos promedio de Quiquijana | Parámetros climáticos promedio de Quiquijana | Parámetros climáticos promedio de Quiquijana | Parámetros climáticos promedio de Quiquijana | Parámetros climáticos promedio de Quiquijana | Parámetros climáticos promedio de Quiquijana | Parámetros climáticos promedio de Quiquijana | Parámetros climáticos promedio de Quiquijana |
| Mes                                          | Ene.                                         | Feb.                                         | Mar.                                         | Abr.                                         | May.                                         | Jun.                                         | Jul.                                         | Ago.                                         | Sep.                                         | Oct.                                         | Nov.                                         | Dic.                                         | Anual                                        |
| -------------------------------------------- | -------------------------------------------- | -------------------------------------------- | -------------------------------------------- | -------------------------------------------- | -------------------------------------------- | -------------------------------------------- | -------------------------------------------- | -------------------------------------------- | -------------------------------------------- | -------------------------------------------- | -------------------------------------------- | -------------------------------------------- | -------------------------------------------- |
| Temp. media (°C)                             | 12.8                                         | 12.9                                         | 12.9                                         | 12.1                                         | 10.8                                         | 9.4                                          | 9.1                                          | 10.2                                         | 11.7                                         | 13                                           | 13                                           | 12.8                                         | 11.7                                         |
| Fuente: climate-data.org                     |                                              |                                              |                                              |                                              |                                              |                                              |                                              |                                              |                                              |                                              |                                              |                                              |                                              |